# Ferdinand de Croÿ-Solre

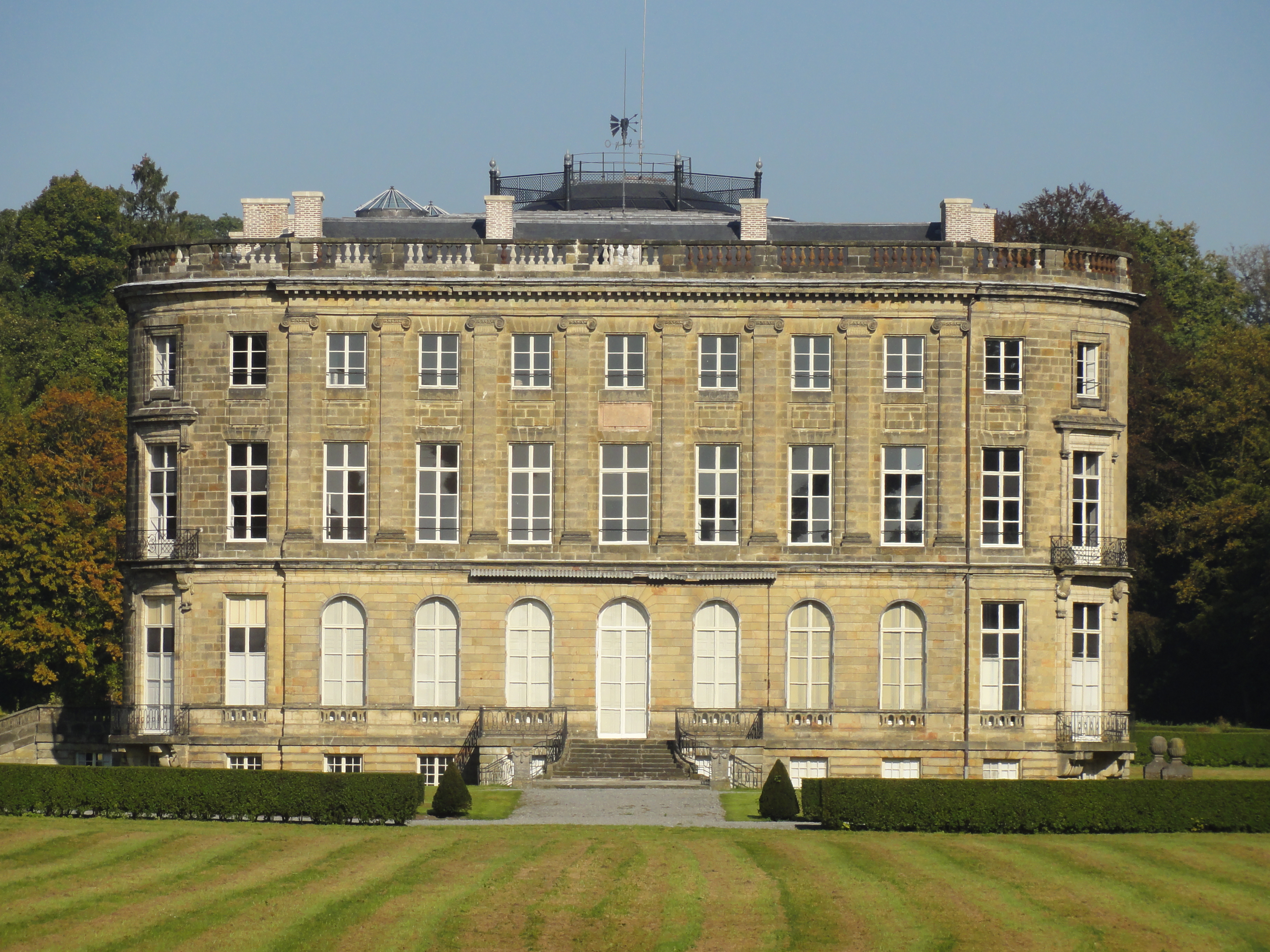
Kasteel de Ermitage

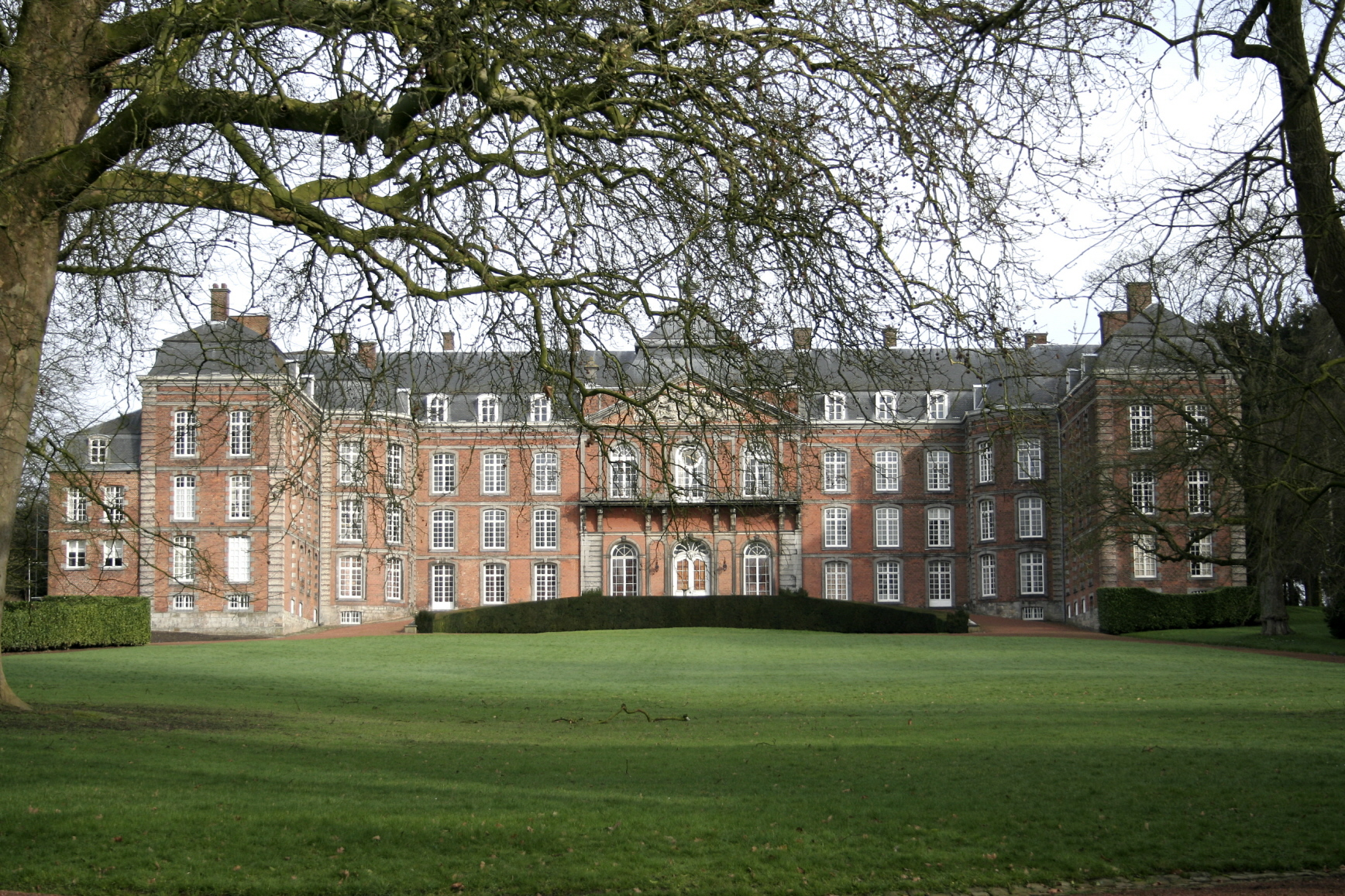
kasteel Le Roeulx

Ferdinand de Croÿ-Solre (Aken, 31 oktober 1791 - Le Rœulx, 4 september 1865) lag aan de oorsprong van de moderne Belgisch-Franse aftakkingen van de in Dülmen gevestigde de Cro̠ÿs.

## Levensloop
Ferdinand trouwde rijk in 1810 met zijn nicht, prinses Constance de Croÿ-Solre (1789 - Le Rœulx, 1869), dochter van Emmanuel de Croÿ-Solre en Adelaïde de Croÿ-Havré. Ze hadden drie zonen, Emmanuel (1811-1885), Maximilien (1821-1865) en Justus (1824-1908). 
Ferdinand koos voor een militaire loopbaan en bood zijn diensten aan bij Willem I der Nederlanden, die hem bevorderde tot generaal-majoor en tevens tot kolonel van een regiment huzaren dat zijn naam droeg. 
In 1815 nam hij deel, als vleugeladjudant van de Prins van Oranje, aan de Slag bij Waterloo. Na het herstel van de monarchie in Frankrijk, trad hij in dienst bij Lodewijk XVIII die hem naar Den Haag zond op zending bij de hertog van Wellington. Hij verbleef een aantal jaren op het aan de familie de Croÿ behorende kasteel Ermitage  nabij Peruwelz, dat hij in 1847 verliet om te gaan wonen op het kasteel van Le Rœulx, waar hij in 1865 overleed.
Zijn zoons Emmanuel en Juste werden de stamvaders van de Belgische de Croÿtakken: De Croÿ-Solre en De Croÿ-Roeulx en De Croÿ-Rumillies.

## Voetnoot
1. ↑   In 2012 ingeschreven op de lijst van het UNESCO-Werelderfgoed.